# 萬通保險中心
萬通保險中心（YF Life Centre），前稱中國恆大中心（China Evergrande Centre）及美國萬通大廈（MassMutual Tower），位處香港灣仔告士打道38號及謝斐道25號，軍器廠街交界，為甲級辦公大樓。物業最初由怡和集團擁有，於1985年落成，樓高28層，佔地2,138.8平方米，總樓面面積32,090.9平方米，地庫另有55個車位。大廈鄰近港鐵金鐘及灣仔站、香港警察總部，為幻彩詠香江參與大廈之一。

## 歷史

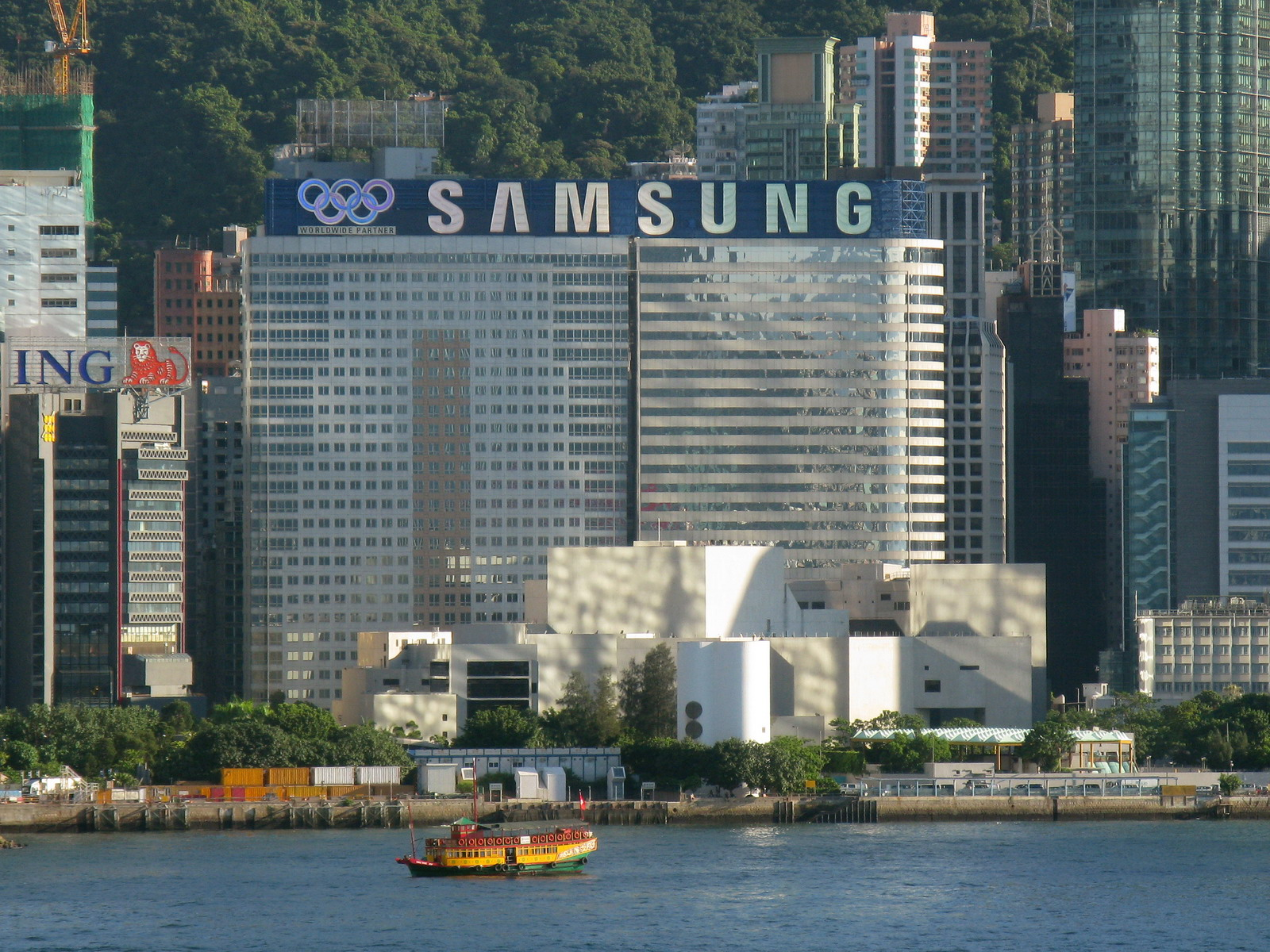
夏愨大廈（左）及更名前的美國萬通大廈（右），攝於2008年

萬通保險中心的前身，可追溯至1930年代落成的英國海軍俱樂部（China Fleet Club Royal Navy）。當時港英政府及軍部認為分域碼頭與金鐘添馬艦相近，但海員聯誼交際的處所卻欠奉，政府遂在告士打道與軍器廠街交界（告士打道38號）興建一座6層高的「The Old Blue」內設海軍俱樂部，1933年落成，自此海員可於抵埗後瞬步即達，其屋頂之「生力啤」巨型霓虹燈招牌也是當時的地標。同時灣仔填海後海員宿舍由西營盤搬到灣仔，加上新填地的樓宇多而租廉，造就了駱克道一帶的酒吧和紅燈區事業，1960年代的電影《蘇絲黃的世界》正取材於灣仔一帶。隨着戰後英國國勢衰退，港督葛量洪爵士於1948年2月公佈英國國會決定縮減太平洋艦隊的規模，軍部亦不再視此軍營為防衛重地，只用作操練場。倫敦方面決定削減海外軍事開支，軍部亦同意進一步削減軍事用地。雖然分域碼頭於1970年遷至分域碼頭街的現址，復於1970及1993年兩度擴建，惟6層高的會所顯然不敷應用，在英國政府首肯下，1978年軍部承港府贖回域多利兵房之便，邀請怡和洋行融資重建俱樂部，重建成一座內設會所的甲級辦公大樓項目，名為海軍大廈，而會所亦於1982年拆卸重建。於1981至1985年，俱樂部曾暫借新落成的新鴻基中心作臨時會址。1985年海軍大廈落成，俱樂部亦遷回原址，惟次年軍部決定將海軍俱樂部搬至英國，至1991年6月英國索爾塔什（Saltash）的國家海軍俱樂部（China Fleet Country Club）啟用後，俱樂部亦於1992年正式關閉。
大廈落成時稱為海軍大廈（Fleet House），由天順有限公司（後併入華營建築集團）承建，為英國海軍俱樂部（China Fleet Club），其後怡和出售非核心資產，華人置業於1987年以1.6億元購入該大廈部分樓面，至1991年再購入其餘部分。1994年易名為愛美高大廈。大廈於1995年中完成翻新工程，並於2000年再改名為美國萬通大廈。

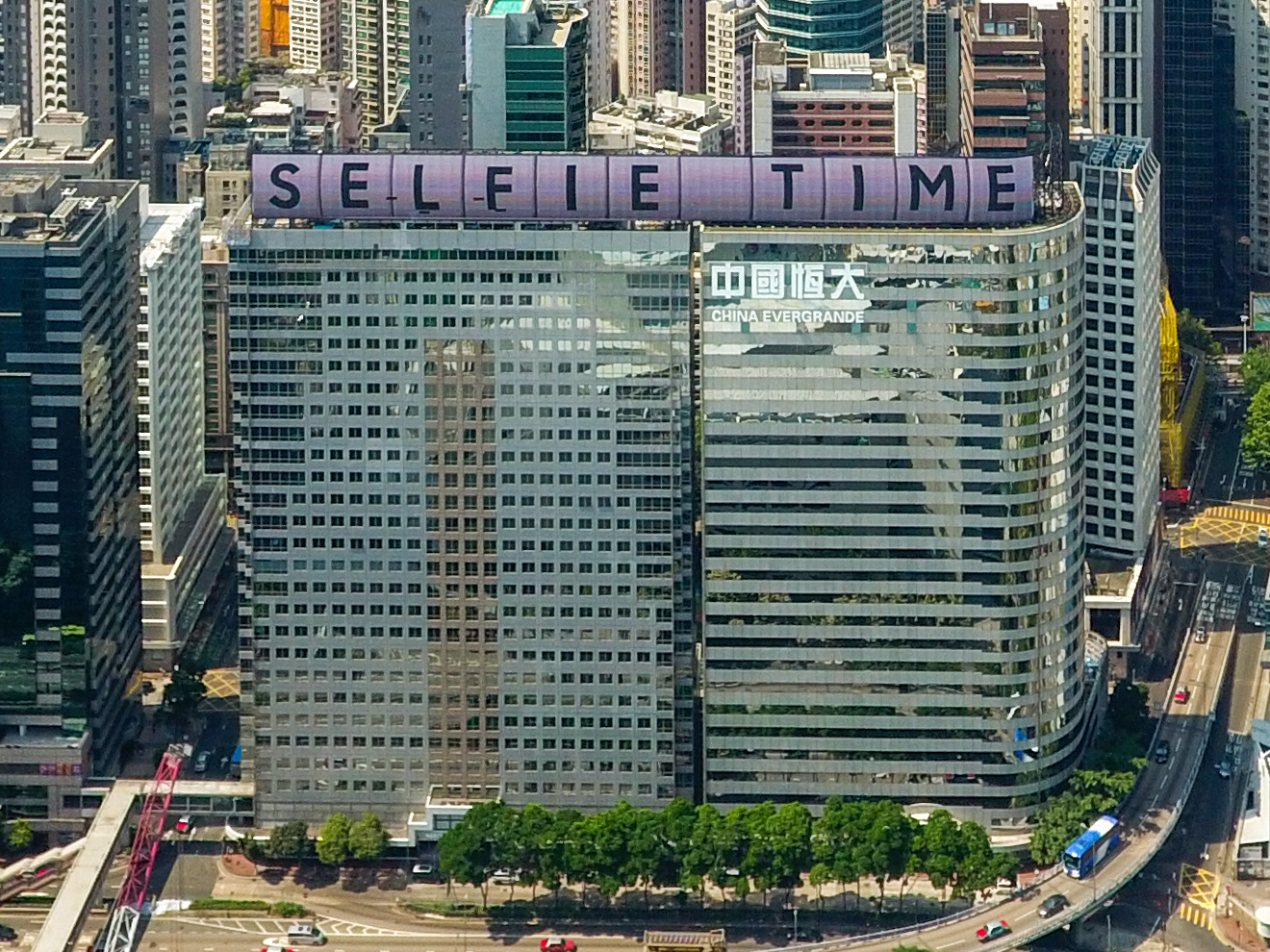
中國恆大中心（右），攝於2017年

2015年11月12日，內地民企恒大地產，以125億元向華置購入旗下兼集團總部的灣仔美國萬通大廈。華置會在簽訂買賣協議後5日，先收取訂金12.5億元，繼而在物業成交後，再收取37.5億元，總代價餘額則分6年，每年支付12.5億元，華人置業出售灣仔美國萬通大廈，將錄得收益約15.294億元。2016年12月，大廈再更名為中國恆大中心。
中國恒大買入中國恒大中心後，於2018年底曾抵押全幢大廈融資120億港元。2019年，中國恒大將自行租用的9.3萬平方呎樓面加租3.2倍，以及將華人置業租用的6.2萬平方呎樓面加租62%，使大廈2019年的的預測租金收入由不足2億上升至3.62億港元。
2022年9月12日據《明報》報道指中國恆大中心於周二上（6日）遭債權人中信銀行（國際）牽頭財團申請委任接管人接管，事件或與恒大此前抵押恒大中心換取的一筆76億元貸款融資有關。
2023年6月，阿里巴巴（9988）創辦人馬雲及虞鋒所創的雲鋒金融（0376）旗下萬通保險（YF Life），事隔近8年重奪中國恒大（3333）旗下灣仔中國恒大中心的大廈冠名權，將大廈易名為「萬通保險中心」。

## 現有租戶
大廈租戶主要包括雲鋒系「云鋒金融」、「YUNFENG INVESTMENT MANAGEMENT（HK）LIMITED」及萬通旗下「YF NOVO CARE（HK）LIMITED 」及「YF LIFE INSURANCE INTERNATIONAL LIMITED」在2021年起開始租用17樓及18樓部分由來寶集團退租的單位，並將5樓用作萬通精英學院之用。而萬通保險亦自2001年起租用該廈4、7、8及12樓，故目前約佔用該廈約5.5層樓面。

## 昔日租戶
早於1988年已是該廈租戶的來寶集團（Noble Group）在2018年後，已將原來租用的10、16及21樓部分樓層面積，以及15、17及18樓全層面積退租。
華人置業曾經租用作爲香港區總部，近年已棄租該廈，更將總部移至銅鑼灣皇室大廈安達人壽大樓。
阿拉伯聯合酋長國駐港總領事館（已於2018年7月起遷到合和中心）。

## 參看
- 夏愨大廈